# Новоматвіївське (Синельниківський район)
Новоматві́ївське (до 2024 року — Новопавлоградське) — село в Україні, у Роздорській селищній територіальній громаді Синельниківського району Дніпропетровської області. Населення за переписом 2001 року становить 25 осіб. 

## Історія
До 2016 року орган місцевого самоврядування - Старовишневецька сільська рада.
12 червня 2020 року, відповідно до розпорядження Кабінету Міністрів України № 709-р від «Про визначення адміністративних центрів та затвердження територій територіальних громад Дніпропетровської області», увійшло до складу Роздорської селищної територіальної громади.
19 липня 2020 року, в результаті адміністративно-територіальної реформи та ліквідації   Синельниківського (1923—2020) району, село увійшло до складу новоутвореного Синельниківського району.

## Назва
19 вересня 2024 року Верховна Рада підтримала перейменування села Новопавлоградське на Новоматвіївське. 26 вересня 2024 року перейменування набуло чинності.

## Географія
Село Новоматвіївське знаходиться на відстані 0,5 км від села Калинівка та за 1 км від села Водяне.

## Інтернет-посилання
- Погода в селі Новопавлоградське